# Phelipara lineata
Phelipara lineata är en skalbaggsart som först beskrevs av Schwarzer 1930.  Phelipara lineata ingår i släktet Phelipara och familjen långhorningar. Inga underarter finns listade i Catalogue of Life.